# Lorena Capetillo
Lorena Alejandra Capetillo Darrigol (La Florida, Santiago, 19 de diciembre de 1979) es una actriz y locutora radial chilena.

## Carrera
Mientras cursaba sus estudios en el Duoc UC, Capetillo quedó embarazada a los 19 años. Posteriormente contrae matrimonio con el padre de su hijo. Sin embargo, a los 22 años se separó.
La ruptura matrimonial y la presencia de su hijo, Ignacio, la motivó a buscar trabajo. Para ello decidió dejar su trabajo como vendedora de cosméticos por catálogo y se contactó mediante la actriz María Elena Swett con el director Herval Abreu, encargado de dirigir la telenovela Machos. Capetillo consiguió audicionar ante Abreu, donde gracias a su actitud logró quedarse con el papel de Madonna Ríos. Su desempeño final la llevó a adjudicarse el Premio APES a la Mejor proyección actoral (revelación), el año 2003.
Capetillo se consolidó dentro del Área Dramática de Canal 13, participando en las telenovelas Hippie, Brujas, Descarado, Papi Ricky y Lola.
En 2006 se convirtió en rostro publicitario del champú Ballerina.
Con motivo del bicentenario del país, en 2010 se realizó un remozada versión de la obra de teatro denominada La pérgola de las flores y ella la protagonizó, Actuaron Tomás Vidiella, Gloria Münchmeyer, entre otros. Fue una producción de Mall Plaza que recorrió el país.
En 2011 integró el elenco de Esperanza de TVN, la primera teleserie chilena para el horario de después de almuerzo, financiada por el CNTV.
En 2012 participó en el musical Que cante la vida inspirado en la obra de Alberto Plaza y en el programa Mi nombre es... VIP imitando a la puertorriqueño-estadounidense Jennifer Lopez, quedando seleccionada para la semifinal.
Desde 2013 hasta 2023 fue locutora de FM Dos donde condujo Dedicados y anteriormente Cómplices los dos junto al psicólogo Rodrigo Jarpa.
En 2015, debuta como cantante lanzando una canción llamada Algo vulgar.
En 2017 asumió la conducción del matinal Sabores de Zona Latina, y se integró al elenco de la polémica telenovela nocturna de Mega, Perdona nuestros pecados; a esto se suman sus participaciones en otras telenovelas del canal como Juegos de poder y El Señor de La Querencia.
En 2020 fue una de las presentadoras en la primera edición de los Premios Musa.

## Filmografía

### Películas
| Año  | Película                  | Personaje           |
| ---- | ------------------------- | ------------------- |
| 2010 | Modelos                   | Asistente           |
| 2022 | S.O.S. Mamis: La película | Capitana            |
| 2023 | Me vuelves loca           | Jefe de Psiquiatría |

### Telenovelas
| Año       | Título                   | Papel            | Canal               |
| --------- | ------------------------ | ---------------- | ------------------- |
| 2003      | Machos                   | Madonna Ríos     | Canal 13            |
| 2004      | Hippie                   | Jennifer Leiva   | Canal 13            |
| 2005      | Brujas                   | Noelia Fuentes   | Canal 13            |
| 2006      | Descarado                | Luna Cortés      | Canal 13            |
| 2007      | Papi Ricky               | Amparo Marcos    | Canal 13            |
| 2007      | Lola                     | Myriam Videla    | Canal 13            |
| 2011      | Esperanza                | Susana Farias    | Televisión Nacional |
| 2012      | Separados                | Fabiola Pérez    | Televisión Nacional |
| 2015      | Buscando a María         | Paola Galdames   | Chilevisión         |
| 2016      | Señores papis            | Karina Urrutia   | Mega                |
| 2017-2018 | Perdona nuestros pecados | Nora Guzmán      | Mega                |
| 2019      | Juegos de poder          | Susan Morales    | Mega                |
| 2021      | Demente                  | Gabriela Ortúzar | Mega                |
| 2022      | Hasta encontrarte        | Pamela Castaño   | Mega                |
| 2023      | Generación 98            | Alicia Suárez    | Mega                |
| 2024      | El señor de La Querencia | María Pradenas   | Mega                |

### Series
- Huaiquimán y Tolosa (Canal 13, 2006) - Isabel
- Historias de cuarentena (Mega, 2020) - Natalia

## Vídeos musicales
| Año  | Título   | Artista         | Dirección      |
| ---- | -------- | --------------- | -------------- |
| 2007 | Abrázame | De Saloon       | Esteban Vidal  |
| 2015 | Cactus   | Verónica Soffia | Miguel Bunster |

## Radio
- FM Dos (2010-2023)
- Radio 13c (2024- p.)

## Premios
- APES 2003 - Mejor proyección actoral (revelación) por "Madonna" en "Machos"
- Premios Caleuche - Mejor actriz de soporte en teleseries por Perdona nuestros pecados (2018)